# Эльсон, Михаил Иванович
Михаил Иванович (Григорьевич) Эльсон (1816—1857) — русский живописец-пейзажист, академик Императорской Академии художеств.

## Биография
Родился в Санкт-Петербурге в 1816 году — незаконнорожденный сын камер-юнкера Г. И. Михельсона (1791—1817), у которого также вне брака, от крепостной Авдотьи Калиничны, родились ещё один сын Григорий и дочь Екатерина, ставшая супругой отставного штабс-ротмистра Ивана Матвеевича Гибера фон Грейффенфельса (?—1866). Дочь воспитывалась бабушкой, вдовой генерала Ивана Ивановича Михельсона; сыновья же на средства генерала Воинова, которому перешло состояние Михельсонов, учились в Императорской Академии художеств. 
Михаил был принят по Высочайшему повелению в Академию художеств в 1825 году с фамилией Эльсон. Обучался в классе M. Н. Воробьева. Получил малую серебряную медаль (1834) за написанный им картину «Вид в Парголове», а в следующем году за написание пейзажей с натуры получил большую серебряную медаль. Получил малую золотую медаль (1836) за картину «Вид из окрестностей Петербурга»  и был выпущен из Академии художеств со званием художника с правом на чин XIV класса (1836). В 1838 году совершил путешествие по Крыму, а в 1840 году отправился за собственный счёт в Италию. 
По возвращении своём в Россию (1850) получил звание «назначенного в академики» (1850).
Был возведён в звание академика (1852) за картину «Вид в местечке Субиако близ Рима».
В числе его произведений: «Вид в Парголове» (1834), «Вид в окрестностях Петербурга» (1836), «Вид в местечке Субиако близ Рима» (1852).
Умер в 1857 году. Был похоронен в селе Иваново Великолукского уезда Псковской губернии, вместе с отцом и матерью.

## Примечание
1. ↑  Григорий Иванович Михельсон Архивная копия от 5 января 2022 на Wayback Machine // Сборник биографий кавалергардов / Сост. под ред. С. Панчулидзева. [Т. 3]: 1801—1826. — Санкт-Петербург : Экспедиция заготовления гос. бумаг, 1906. — С. 183.
2. ↑  Кондаков, 1915, с. 233.
3. ↑  Шереметевский В. В. Эльсоны // Русский провинциальный некрополь / Издатель вел. кн. Николай Михайлович. — М.: Типо-лит. Т-ва И. Н. Кушнерев и К°, 1914. — Т. 1: Губернии: Архангельская, Владимирская, Вологодская, Костромская, Московская, Новгородская, Олонецкая, Псковская, С.-Петербургская, Тверская, Ярославская и Выборгской губернии монастыри Валаамский и Коневский. — С. 981. — IX, 1008 с. — 600 экз.